# Leucaltidae
Leucaltidae Dendy & Row, 1913  è una famiglia di spugne marine della classe Calcispongiae (o Spugne calcaree).

## Tassonomia
Comprende i seguenti generi:
- Ascandra  Haeckel, 1872
- Heteropegma Poléajeff, 1874, da alcuni considerato sinonimo di Leucaltis
- Homandra, Lendefeld, 1891, da alcuni considerato sinonimo di Ascandra
- Leucaltis Haeckel, 1872
- Leucettusa Haeckel, 1872
- Leuclathrina Borojevic & Boury-Esnault, 1987